# دکتورویل (تنسی)
دکتورویل(به انگلیسی: Decaturville) شهری در ایالت تنسی کشور ایالات متحده آمریکا است که جمعیت آن در سرشماری سال ۲۰۱۰ میلادی، ۸۶۷ نفر بوده‌است.